# هوی لویس
هوی لویس (انگلیسی: Huey Lewis؛ زادهٔ ۵ ژوئیهٔ ۱۹۵۰) یک موسیقی‌دان اهل ایالات متحده آمریکا است. وی از سال ۱۹۷۱ میلادی تاکنون مشغول فعالیت بوده‌است.
از فیلم‌ها یا برنامه‌های تلویزیونی که وی در آن نقش داشته است می‌توان به برش‌های کوتاه، کُره، دوئت و سایه یک شک اشاره کرد.